# Baskerlandet Rundt 2016
Baskerlandet Rundt 2016 var den 56. udgave af cykelløbet Baskerlandet Rundt. Det var det niende arrangement på UCI's World Tour-kalender i 2016 og begyndte 4. og sluttede 9. april 2016. Alberto Contador blev den samlede vinder af løbet.

## Hold og ryttere
| | 18 UCI World Tour-hold                                                                       |                                                                                        | 2 Wildcard                         |
| --- | -------------------------------------------------------------------------------------------- | -------------------------------------------------------------------------------------- | ---------------------------------- |
| - Ag2r-La Mondiale - Astana Pro Team - BMC Racing Team - Cannondale - Dimension Data - Etixx-Quick Step | - FDJ - Team Giant-Alpecin - IAM Cycling - Team Katusha - Lampre-Merida - Team LottoNL-Jumbo | - Lotto-Soudal - Movistar Team - Orica-GreenEDGE - Team Sky - Tinkoff - Trek-Segafredo | - Caja Rural-Seguros RGA - Cofidis |

### Danske ryttere
- Christopher Juul-Jensen kørte for Orica-GreenEDGE
- Jesper Hansen kørte for Tinkoff
- Michael Valgren kørte for Tinkoff

## Etaperne
| Etape    | Dato    | Start – Mål                 | type              | Afstand (km) | Etapevinder       | Førende rytter    |
| -------- | ------- | --------------------------- | ----------------- | ------------ | ----------------- | ----------------- |
| 1. etape | 4. apr. | Etxebarria – Markina-Xemein | middel bjergetape | 144          | Luis León Sánchez | Luis León Sánchez |
| 2. etape | 5. apr. | Markina-Xemein – Amurrio    | middel bjergetape | 174,3        | Mikel Landa       | Mikel Landa       |
| 3. etape | 6. apr. | Vitoria-Gasteiz – Lesaka    | middel bjergetape | 193,5        | Steve Cummings    | Mikel Landa       |
| 4. etape | 7. apr. | Lesaka – Orio               | middel bjergetape | 165          | Samuel Sánchez    | Wilco Kelderman   |
| 5. etape | 8. apr. | Orio – Arrate               | bjergetape        | 159          | Diego Rosa        | Sergio Henao      |
| 6. etape | 9. apr. | Eibar – Eibar               | enkeltstart       | 16,5         | Alberto Contador  | Alberto Contador  |

## Trøjernes fordeling gennem løbet
| Etape  | Vinder            | Førertrøjen       | Pointtrøjen       | Bjergtrøjen     | Sprinttrøjen  | Holdkonkurrencen |
| ------ | ----------------- | ----------------- | ----------------- | --------------- | ------------- | ---------------- |
| 1      | Luis León Sánchez | Luis León Sánchez | Luis León Sánchez | Jonathan Lastra | Nicolas Edet  | Ag2r-La Mondiale |
| 2      | Mikel Landa       | Mikel Landa       | Mikel Landa       | Nicolas Edet    | Nicolas Edet  | Team Sky         |
| 3      | Steve Cummings    | Mikel Landa       | Simon Gerrans     | Stefan Denifl   | Stefan Denifl | Team Sky         |
| 4      | Samuel Sánchez    | Wilco Kelderman   | Samuel Sánchez    | Stefan Denifl   | Stefan Denifl | Team Katusha     |
| 5      | Diego Rosa        | Sergio Henao      | Sergio Henao      | Diego Rosa      | Nicolas Edet  | Team Sky         |
| 6      | Alberto Contador  | Alberto Contador  | Sergio Henao      | Diego Rosa      | Nicolas Edet  | Team Sky         |
| Samlet | Samlet            | Alberto Contador  | Sergio Henao      | Diego Rosa      | Nicolas Edet  | Team Sky         |

## Resultater
|    | Rytter            | Hold               | Tid      |
| -- | ----------------- | ------------------ | -------- |
| 1  | Alberto Contador  | Tinkoff            | 22:44.43 |
| 2  | Sergio Henao      | Team Sky           | + 12     |
| 3  | Nairo Quintana    | Movistar Team      | + 37     |
| 4  | Thibaut Pinot     | FDJ                | + 1.13   |
| 5  | Joaquim Rodríguez | Team Katusha       | + 1.22   |
| 6  | Samuel Sánchez    | BMC Racing Team    | + 1.29   |
| 7  | Rui Costa         | Lampre-Merida      | + 2.19   |
| 8  | Simon Špilak      | Team Katusha       | + 2.47   |
| 9  | Lawson Craddock   | Cannondale         | + 2.52   |
| 10 | Wilco Kelderman   | Team LottoNL-Jumbo | + 3.14   |